# USL Pro 2013
USL Pro w roku 2013 był trzecim sezonem tych rozgrywek. Po raz drugi w historii mistrzem USL został klub Orlando City SC, natomiast wicemistrzem Charlotte Eagles.

## Sezon zasadniczy
| #  | Drużyna                   | M  | Z  | R  | P  | BR+ | BR- | +/- | Punkty | Uwagi    |
| -- | ------------------------- | -- | -- | -- | -- | --- | --- | --- | ------ | -------- |
| 1  | Richmond Kickers          | 26 | 15 | 10 | 1  | 51  | 24  | +27 | 55     | Play Off |
| 2  | Orlando City SC           | 26 | 16 | 6  | 4  | 54  | 26  | +28 | 54     | Play Off |
| 3  | Charleston Battery        | 26 | 13 | 6  | 7  | 48  | 29  | +19 | 45     | Play Off |
| 4  | Harrisburg City Islanders | 26 | 14 | 2  | 10 | 55  | 39  | +16 | 44     | Play Off |
| 5  | Charlotte Eagles          | 26 | 10 | 11 | 5  | 44  | 39  | +5  | 41     | Play Off |
| 6  | Los Angeles Blues         | 26 | 11 | 7  | 8  | 52  | 37  | +15 | 40     | Play Off |
| 7  | Pittsburgh Riverhounds SC | 26 | 10 | 8  | 8  | 36  | 33  | +3  | 38     | Play Off |
| 8  | Dayton Dutch Lions        | 26 | 10 | 7  | 9  | 43  | 46  | −3  | 37     | Play Off |
| 9  | Wilmington Hammerheads FC | 26 | 11 | 4  | 11 | 35  | 39  | −4  | 36     |          |
| 10 | VSI Tampa Bay FC          | 26 | 9  | 5  | 12 | 41  | 39  | +2  | 32     |          |
| 11 | Rochester Rhinos          | 26 | 6  | 10 | 10 | 25  | 39  | −14 | 28     |          |
| 12 | Phoenix FC                | 26 | 5  | 7  | 14 | 28  | 41  | −13 | 22     |          |
| 13 | Antigua Barracuda FC      | 26 | 0  | 0  | 26 | 11  | 91  | −80 | 0      |          |

Aktualne na 7 sierpnia 2020. Źródło:
Zasady ustalania kolejności: 1. liczba zdobytych punktów; 2. różnica zdobytych bramek; 3. większa liczba zdobytych bramek.

## Play Off

### Ćwierćfinał
| Drużyna 1                 | Wynik | Drużyna 2                 |
| ------------------------- | ----- | ------------------------- |
| Harrisburg City Islanders | 1:3   | Charlotte Eagles          |
| Richmond Kickers          | 1:0   | Dayton Dutch Lions        |
| Charleston Battery        | 2:1   | Los Angeles Blues         |
| Orlando City SC           | 5:0   | Pittsburgh Riverhounds SC |

### Półfinał
| Drużyna 1        | Wynik | Drużyna 2          |
| ---------------- | ----- | ------------------ |
| Orlando City SC  | 3:2   | Charleston Battery |
| Richmond Kickers | 1:2   | Charlotte Eagles   |

### Finał
| Drużyna 1       | Wynik | Drużyna 2        |
| --------------- | ----- | ---------------- |
| Orlando City SC | 7:4   | Charlotte Eagles |